# Megarai Eukleidész
A megarai Eukleidész (i. e. 435 körül – i. e. 365 körül) Szókratész tanítványa, valószínűleg a legelső; és Platón idősebb kortársa, a megarai filozófiai iskola alapítója. Filozófiája szerint „Egy a Jó, bár sok néven nevezhető: néha mint bölcsesség, néha mint Isten, néha mint Ész”, valamint „a jó ellentéte nem létezik”.
A megarai Eukleidész valóban Megarában született, és a történelem során rengetegszer összekeverték az alexandriai matematikussal, Eukleidésszel, aki az Elemek c. geometriai munkát írta. A megarai Eukleidésznek nincs fennmaradt műve, és életéről sem tudunk túl sokat. Miután Szókratészt halálra ítélték Athénban, Eukleidész Megarába ment, ahol otthona a kivégzett mester többi tanítványának is menedékül szolgált.
Nagy hatással volt rá az eleai filozófia; Eukleidész tanai az eleata és a szókratészi tanok szintéziséből alakultak ki. Az eleaták által vallott Egyet, (melyet Istennek, értelemnek, szellemnek is nevezett) a szókratészi Jóval azonosította, és örökkévalónak, változhatatlannak tartotta. Az ezzel szembenálló, közönséges világkép cáfolata tekintetében a megaraiak (Eubulidész, Sztilpón) Zénón örökébe léptek a szavakkal játszó okoskodás művészetében. A gondolkodást és logikát elsődlegesebbenk tartották a tapasztalatnál; e felfogásuk később erősen hatott a sztoikusokra is.
Eukleidésznek három fontos tanítványa volt: Eubulidész, akinek néha „a hazug paradoxona” felfedezését (elterjedt, de pontatlanabb néven Epimenidész-paradoxont) tulajdonítják; Ikhtüasz, Eukleidész utóda a megarai iskola élén, és korinthoszi Thraszümakhosz, aki annak a Sztilpónnak a tanára volt, aki Kitioni Zénónt, a sztoikus iskola megalapítóját tanította.